# Équipe cycliste Euskaltel-Euskadi (1994-2013)
Pour l'équipe UCI ProTeam, créée en 2008 et nommée Euskaltel-Euskadi depuis le 1er avril 2020, voir Équipe cycliste Euskaltel-Euskadi.
Pour sa filiale, l'équipe continentale Euskadi, ayant existé entre 2005 et 2014, voir Équipe cycliste Euskadi.
L'équipe cycliste Euskaltel Euskadi est une formation de cyclisme professionnel sur route qui a existé entre 1994 et 2013. Elle participe aux courses du World Tour entre 2005 et 2013.
La formation est considérée comme étant l'équipe du Pays basque car elle a la particularité de n'être composée que par des coureurs cyclistes originaires du Pays basque (espagnol ou français) ou formés au Pays basque (comme Samuel Sánchez). En 2013, manquant de points pour participer au World Tour, des coureurs “non basques” ont été incorporés. La majorité des coureurs sont de nationalités espagnoles.
En proie à des difficultés financières depuis plusieurs années et n'étant pas parvenue à trouver un co-sponsor pour 2014, la formation basque a confirmé sur son site officiel le 20 août 2013, son arrêt après dix-sept ans d'existence,.
Lorsque l'équipe roule hors d'Espagne, le terme Euskadi est remplacé par Pays Basque. Euskadi désigne la communauté autonome basque qui sponsorise l'équipe en partenariat avec la société téléphonique Euskaltel.
Elle ne doit pas être confondue avec l'équipe Euskaltel-Euskadi créée en 2008.

## Histoire de l'équipe

### Création
L'histoire de l'équipe remonte au passage du Tour de France par la ville de Lourdes en 1992. Ce jour-là, Jose Alberto Pradera (alors député de Biscaye) et Miguel Madariaga (manager de l'équipe amateur Beyena) mettent en marche un projet de création d'une équipe cycliste professionnelle basque.
Le 17 juin 1993, est créée, sous le nom de Fundación Ciclista de Euskadi une fondation privée dont les statuts précisent que pourront courir dans l'équipe cycliste, des coureurs nés dans les territoires historiques basques (Biscaye, Guipuscoa, Alava, Navarre et le Pays basque français) ou des cyclistes formés au sein d'équipes basques (exemples : Íñigo Cuesta, Samuel Sánchez). Lors du Tour de France 1993, Pradera et Madariaga proposent à plusieurs cyclistes d'intégrer, aux côtés de jeunes venant du cyclisme amateur, la première formation de l'équipe, en 1994.
25 000 lettres sont distribuées à des particuliers et des entreprises pour recueillir un soutien financier pour le projet. Lors de la première année, la fondation compte 5 000 socios (partenaires, souvent des individus) qui apportent près de 30 % du budget de l'équipe qui s'élève alors à 127 millions de pesetas. Alors que le projet est accueilli très favorablement au Pays basque, ce budget s'avèrera insuffisant.

### L'équipe Euskadi (1994-1997)

Logo de l'équipe Euskadi figurant sur le maillot.

En 1994, l'équipe Euskadi fait son apparition dans le peloton professionnel. La tenue, lors des quatre premières saisons, comportait un cuissard noir et un maillot blanc aux manches vertes et côtés rouges (les couleurs de l'ikurriña) portant le logo de la fondation.
La première victoire est remportée en 1994, par Agustin Sagasti, lors du tronçon matinal de la cinquième étape du Tour du Pays basque, après une échappée de près de 80 km.
Très vite, la dette de l'équipe s'élève à 10 millions de pesetas et l'équipe risque de disparaître. En 1995, l'équipe est au bord de la banqueroute et Miguel Madariaga risque la prison. La Députation de Biscaye (dont Pradera n'est plus à la tête) accorde un crédit à l'équipe, grâce auquel elle parvient à survivre. Malgré la situation dramatique, les sponsors qui ont soutenu la création de l'équipe (Etxe-Ondo, Astore, Insalus, Orbea, ...) restent fidèles au projet.
À la mi-saison 1997, à nouveau l'équipe retombe dans une situation économique dangereuse. Elle ne peut plus payer les salaires de ses employés.

### L'équipe Euskaltel-Euskadi (1998-2012)

Logo Euskaltel-Euskadi de 2000 à fin 2006.

Le 17 juin 1997, la compagnie téléphonique Euskaltel devient sponsor de l'équipe, avec un apport de 26,5 millions de pesetas. Lors du Tour d'Espagne 1997 l'équipe porte déjà les couleurs de son nouveau sponsor. Jusqu'à fin 1999, le maillot est bleu avec le numéro de téléphone 050 mis en valeur. Grâce à Euskaltel, l'équipe acquiert une stabilité financière inespérée. Elle se nomme désormais Euskaltel-Euskadi. À partir de la saison 2000, le maillot de l'équipe est orange.
En 1998, Julián Gorospe rejoint l'équipe en tant que nouveau directeur sportif. Sous sa direction, pendant 9 ans, l'équipe sera transformée en profondeur, passant d'une des équipes les plus modestes à une équipe UCI ProTour.
La première victoire sur un grand tour arrive en 1999, quand Roberto Laiseka, qui faisait partie de l'équipe depuis sa création, s'impose dans la 18e étape du Tour d'Espagne. Il réitère son exploit en 2000 lors de la 11e étape.
À la suite de ces bons résultats, en 2001 l'équipe fait partie des cinq invitées pour le Tour de France. Roberto Laiseka remporte la 14e étape à Luz-Ardiden. Íñigo Chaurreau termine 12e au classement général, tout près des meilleurs coureurs de l'épreuve. Dès lors et jusqu'à aujourd'hui, l'équipe participera à toutes les éditions de la course. Le sponsor Euskaltel édite chaque année un t-shirt orange qui est distribué aux supporters de l'équipe sur une étape pyrénéenne. Des centaines de spectateurs se retrouvent ainsi vêtus de orange sur cette étape, c'est la marea naranja (marée orange).

Logo Euskaltel-Euskadi de 2007 à fin 2012.

Le 1e novembre 2005, l'équipe engage un nouveau Directeur technique, Igor González de Galdeano, qui avait fait partie de l'équipe en tant que cycliste, de 1995 à 1998. Il initie un nouveau cycle au sein de la formation, mettant l'accent sur le travail d'équipe.
Miguel Madariaga quitte son poste de manager général à la fin de la saison 2009. Igor González de Galdeano prend sa succession à la tête de l'équipe , mais n'y reste que deux années. En janvier 2012, Miguel Madariaga reprend le poste de manager général en association avec Gorka Gerrikagoitia, en attendant de trouver une solution pour l'année 2013 et les suivantes.

### Euskaltel Euskadi: tentative de lancer le «second cycle» de l'équipe (2013)
À partir de la saison 2013, l'équipe Euskaltel Euskadi entre dans son « second grand cycle ». Igor González de Galdeano revient à la tête de l'équipe, imposant des changements profonds. Le sponsor principal, Euskaltel, crée une nouvelle société nommée "Basque Cycling Pro Team" qui aura la charge de gérer l'équipe à la place de la Fondation Euskadi (organisme à but non lucratif) jusqu'alors propriétaire de l'équipe. Igor Gonzalez de Galdeano est nommé PDG de cette nouvelle entreprise. De plus, le recrutement de l'équipe ne se limite plus aux seuls coureurs basques ou formés au Pays Basque : neuf nouvelles recrues proviennent de l'étranger.
À l'annonce de ces changements dans la philosophie de l'équipe basque, de nombreuses réactions se sont fait jour, tant chez les supporters que chez les anciens coureurs membres de l'équipe.
La veille de Paris-Roubaix, le coureur russe Alexander Serebryakov a été contrôlé positif à l'EPO. Il est immédiatement exclu de l'équipe,.
À la suite de l'annonce que le sponsor Euskaltel se retirait du cyclisme, le pilote de Formule 1 Fernando Alonso essaie acquérir la licence de l'équipe en septembre 2013. Mais il y renonce finalement.

## Filiales
Jusqu'à la fin 2012, en plus de l'équipe Euskaltel-Euskadi, la Fundacion Ciclista Euskadi comprend aussi une équipe continentale (Orbea intégrée à la Fondation à la fin de l'année 2006), une équipe amateur créée en 2008 (Naturgas Energía), une école de VTT et une salle pédagogique où elle accueille les enfants des écoles basques dans le but de les sensibiliser à l'usage du vélo et à son fonctionnement.
Elle a aussi des liens avec des équipes amateurs conventionnées (Bidelan-Kirolgi, Suminan, Debabarrena et Caja Rural). Dans le monde cycliste basque, une polémique est née autour de ces équipes conventionnées. D'autres équipes (Seguros Bilbao, Café Baqué, Azysa-Cetya-Viscarret, Azpiru-Ugarte...), non conventionnées, se plaignent de voir leurs coureurs systématiquement exclus du recrutement par la fondation. À cela, Miguel Madariaga a répondu qu'il recrute les meilleurs coureurs basques, quelle que soit leur équipe d'origine.
À partir de 2013, l'équipe Euskaltel Euskadi n'a plus une filiale officielle et envisage de recruter des coureurs de tous horizons.

## Principaux coureurs depuis les débuts
Ce tableau présente les résultats obtenus au sein de l'équipe par une sélection de coureurs qui se sont distingués soit par le rôle de leader ou de capitaine de route qui leur a été attribué pendant tout ou partie de leur passage dans l'équipe, leur longévité au sein de celle-ci, soit en remportant une course majeure pour l'équipe, soit encore par leur place dans l'histoire du cyclisme en général. La majorité des coureurs cités se distinguent par plusieurs de ces caractéristiques.

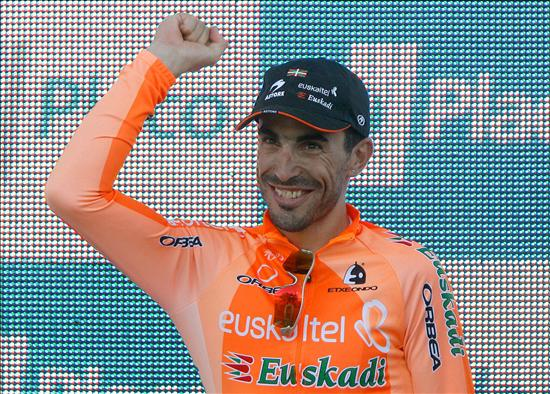
Egoi Martínez en 2008

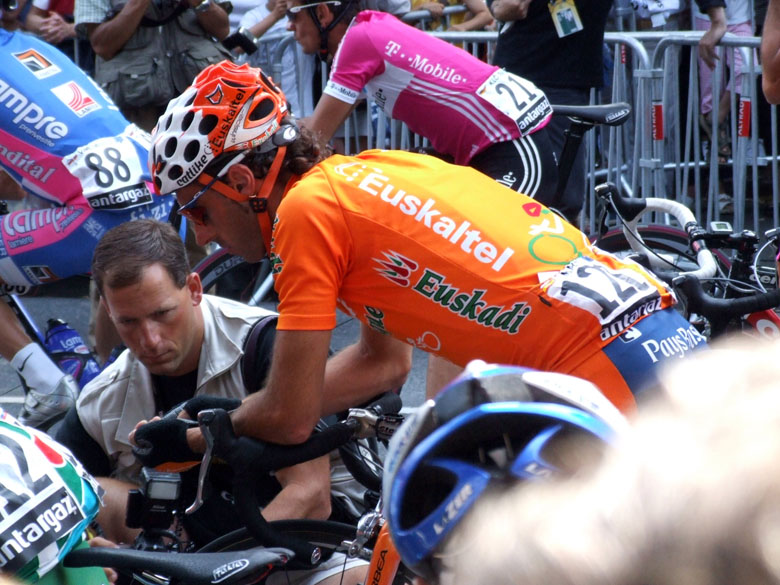
Iban Mayo durant le Tour de France 2006

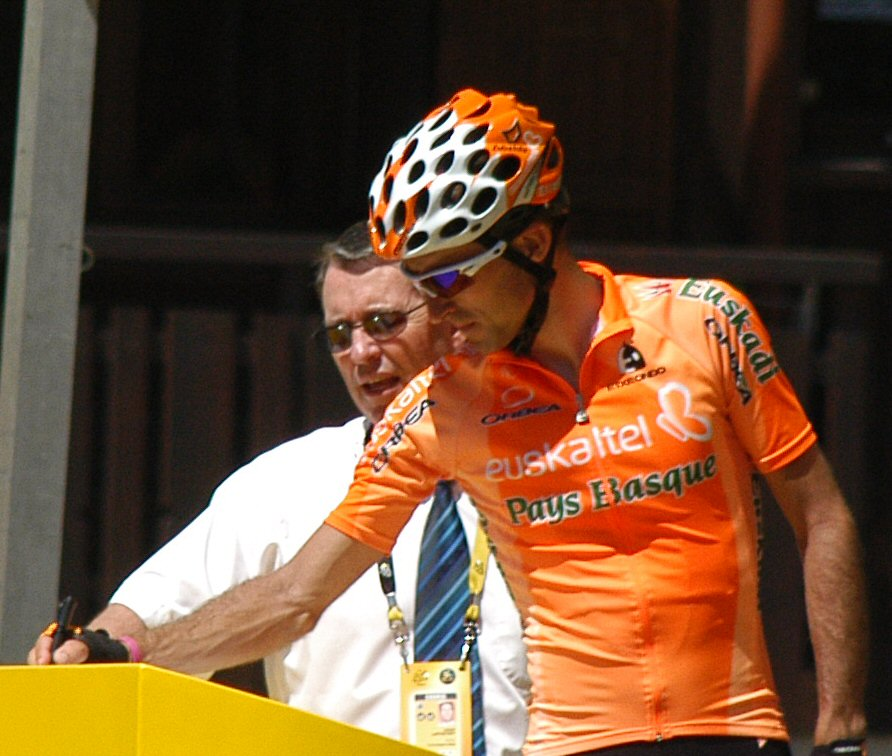
Haimar Zubeldia durant le Tour de France 2007

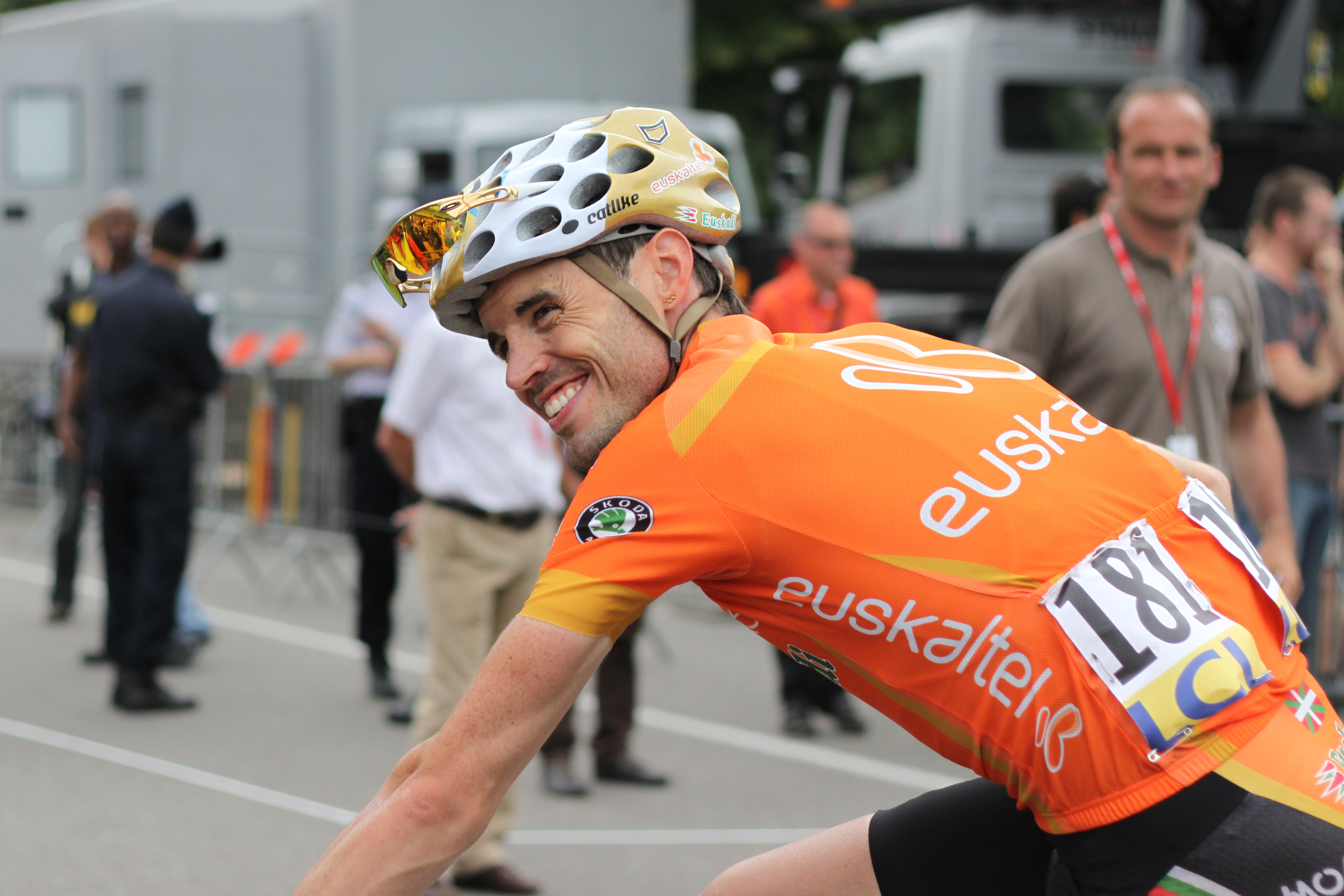
Samuel Sánchez lors du Critérium du Dauphiné 2010

| Nom                         | Naissance | Nationalité | Arrivée   | Départ | Résultats |
| Pello Ruiz Cabestany        | 1962      | Espagne     | 1994      | 1994   | |
| Íñigo Cuesta                | 1969      | Espagne     | 1994      | 1995   | |
| Thierry Elissalde           | 1969      | France      | 1994      | 1995   | |
| Aitor Osa                   | 1973      | Espagne     | 1994      | 1996   | |
| Cesar Solaun                | 1970      | Espagne     | 1994      | 1997   | |
| Roberto Laiseka             | 1969      | Espagne     | 1994      | 2006   | 3 étapes du Tour d'Espagne 1 étape du Tour de France |
| Álvaro González de Galdeano | 1970      | Espagne     | 1995      | 1998   | 7e du Tour d'Espagne (1998) |
| Igor González de Galdeano   | 1973      | Espagne     | 1995      | 1998   | |
| Unai Etxebarria             | 1972      | Venezuela   | 1996      | 2007   | 1 étape du Tour d'Espagne |
| Joseba Beloki               | 1973      | Espagne     | 1997      | 1998   | |
| José Alberto Martinez       | 1975      | Espagne     | 1997      | 2003   | Critérium International (2002) |
| Haimar Zubeldia             | 1977      | Espagne     | 1997      | 2008   | Deux fois 5e du Tour de France |
| Íñigo Chaurreau             | 1973      | Espagne     | 1998      | 2001   | |
| Iban Mayo                   | 1977      | Espagne     | 2000      | 2006   | Critérium du Dauphiné libéré (2004) Tour du Pays basque (2003) Une étape du Tour de France 6e du Tour de France (2003) |
| David Etxebarria            | 1973      | Espagne     | 2001      | 2004   | 3e de Liège-Bastogne-Liège (2001) |
| Íñigo Landaluze             | 1977      | Espagne     | 2001      | 2009   | Critérium du Dauphiné libéré (2005) |
| Samuel Sánchez              | 1978      | Espagne     | 2001      |        | Championnat de Zurich (2006) 5 étapes du Tour d'Espagne 1 étape du Tour de France 6e du Tour de France (2008) 2e du Tour de France (2010) 5e du Tour de France (2011) 2e, 3e, 7e, 8e et 10e du Tour d'Espagne Champion olympique de la course en ligne Meilleur grimpeur du Tour de France (2011) |
| Egoi Martínez               | 1978      | Espagne     | 2002 2008 | 2005   | Tour de l'Avenir (2003) 9e du Tour d'Espagne (2008) |
| Igor Antón                  | 1983      | Espagne     | 2004      |        | 8e du Tour d'Espagne (2007) 9e du Tour d'Espagne (2012) 3 étapes du Tour d'Espagne 1 étape du Tour d'Italie |
| Koldo Fernández             | 1981      | Espagne     | 2004      |        | |
| Aitor González              | 1975      | Espagne     | 2005      | 2005   | Tour de Suisse (2005) |
| Mikel Astarloza             | 1979      | Espagne     | 2007      | 2009   | 9e du Tour de France (2007) |
| Mikel Nieve                 | 1984      | Espagne     | 2009      |        | 1 étape du Tour d'Espagne 1 étape du Tour d'Italie 10e des Tours d'Italie (2011 et 2012) 10e des Tours d'Espagne (2010 et 2011) |

## Principaux résultats

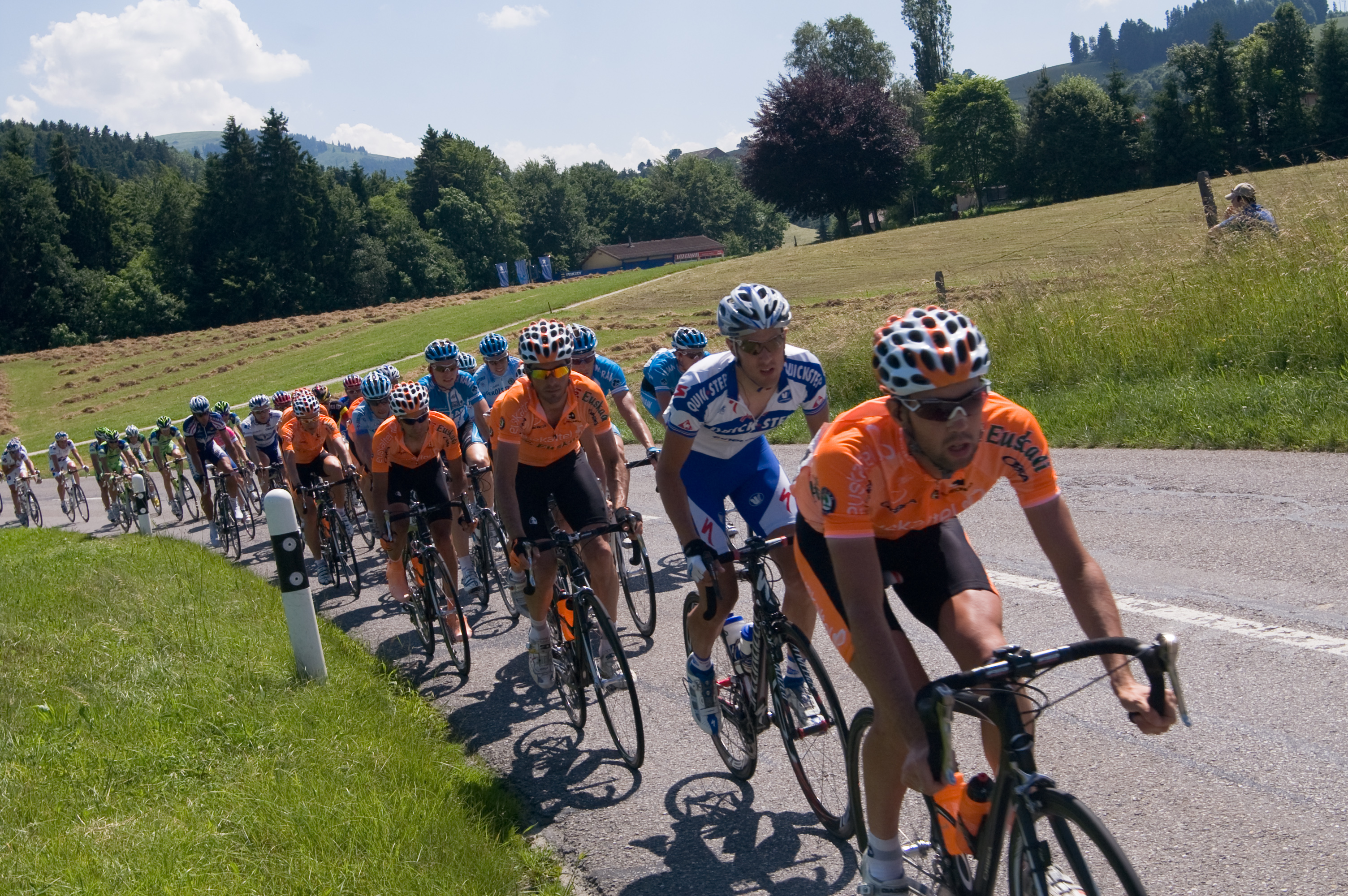
L'équipe Euskaltel-Euskadi sur le Tour de Suisse 2008.

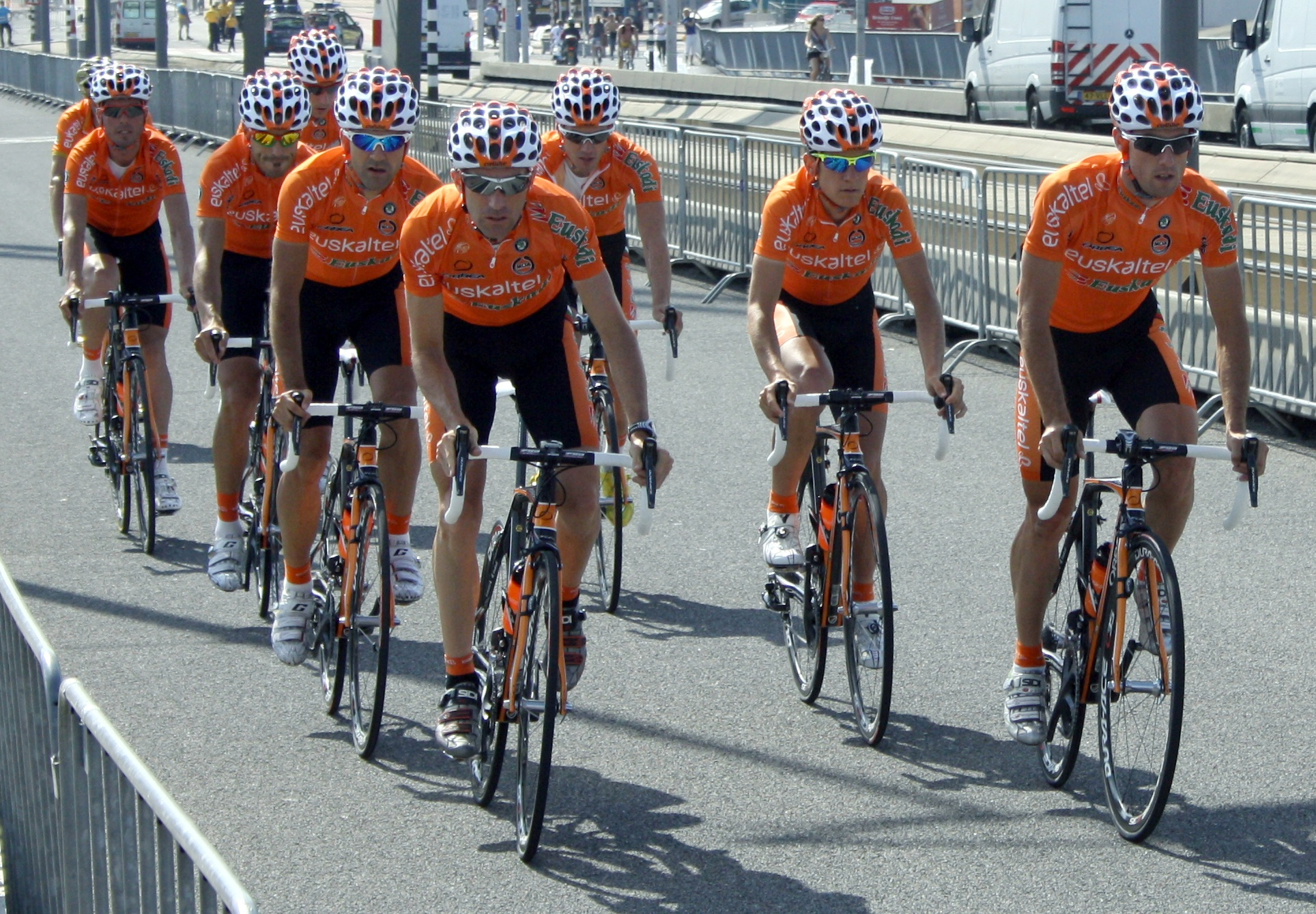
L'équipe Euskaltel-Euskadi lors du prologue du Tour de France 2010

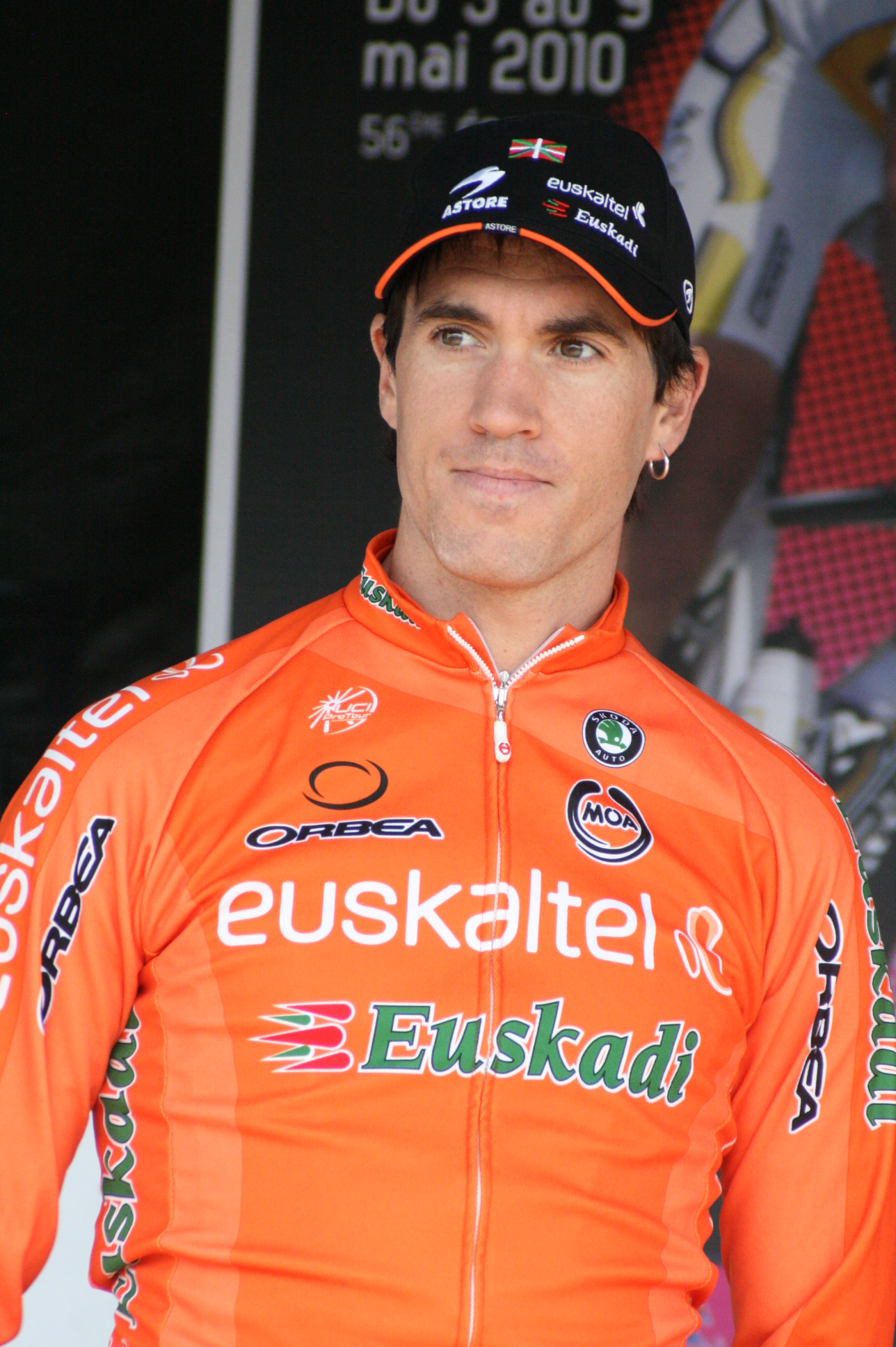
Koldo Fernández lors des Quatre Jours de Dunkerque 2010

### Courses d'un jour
- Championnat de Zurich : 2006 (Samuel Sánchez)

### Courses par étapes
- Critérium du Dauphiné libéré : 2004 (Iban Mayo) et 2005 (Íñigo Landaluze)
- Tour du Pays basque : 2003 (Iban Mayo) et 2012 (Samuel Sánchez)
- Tour de Suisse : 2005 (Aitor González)

### Résultats sur les grands tours
- Tour de France
  - 13 participations (2001 à 2013)
  - 3 victoires d'étapes :
    - 1 en 2001 : Roberto Laiseka
    - 1 en 2003 : Iban Mayo
    - 1 en 2011 : Samuel Sánchez

  - Meilleure place au classement général : Samuel Sánchez, 2e en 2010
  - Classements annexes : 1
    -  Classement de la montagne : Samuel Sánchez en 2011
- Tour d'Italie
  - 7 participations (2005, 2006, 2007, 2008, 2011, 2012, 2013)
  - 3 victoires d'étapes :
    - 2 en 2011 : Igor Antón et Mikel Nieve
    - 1 en 2012 : Ion Izagirre

  - Meilleure place au classement général : Mikel Nieve, 10e en 2011 et 2012
- Tour d'Espagne
  - 20 participations (1994 à 2013)
  - 12 victoires d'étapes :
    - 1 en 1999 : Roberto Laiseka
    - 2 en 2005 : Roberto Laiseka et Samuel Sánchez
    - 2 en 2006 : Igor Antón et Samuel Sánchez
    - 3 en 2007 : Samuel Sánchez
    - 3 en 2010 : Igor Antón (2) et Mikel Nieve
    - 1 en 2011 : Igor Antón

  - Meilleure place au classement général : Samuel Sánchez, 2e en 2009
  - Classement annexe : 1
    - Classement par équipes : 2013

### Championnats nationaux
- Championnats de Grèce : 2
  - Course en ligne : 2013 (Ioánnis Tamourídis)
  - Contre-la-montre : 2013 (Ioánnis Tamourídis)
- Championnats d'Espagne : 1
  - Contre-la-montre : 1996 (Iñigo González de Heredia)

## Classements UCI
Jusqu'en 1998, les équipes cyclistes sont classées par l'UCI dans une division unique. En 1999 le classement UCI par équipes est divisé entre GSI, GSII et GSIII. D'abord classée parmi les Groupes Sportifs II, soit la deuxième division des équipes cyclistes professionnelles, l'équipe Euskaltel accède au niveau supérieur grâce à sa première place en 2001. Les classements détaillés ci-dessous pour cette période sont ceux de la formation Euskaltel en fin de saison. Les coureurs demeurent en revanche dans un classement unique.
| Saison | Classement par équipes | Meilleur coureur au classement individuel |
| ------ | ---------------------- | ----------------------------------------- |
| 1995   | 32e                    | Íñigo Cuesta (223e)                       |
| 1996   | 36e                    | César Solaun (220e)                       |
| 1997   | 34e                    | César Solaun (121e)                       |
| 1998   | 28e                    | Álvaro González de Galdeano (96e)         |
| 1999   | 3e (GSII)              | Roberto Laiseka (83e)                     |
| 2000   | 1re (GSII)             | Haimar Zubeldia (32e)                     |
| 2001   | 17e                    | David Etxebarria (48e)                    |
| 2002   | 24e                    | David Etxebarria (49e)                    |
| 2003   | 13e                    | Iban Mayo (10e)                           |
| 2004   | 15e                    | Iban Mayo (23e)                           |

À compter de 2005, l'équipe Euskaltel-Euskadi intègre le ProTour. Le tableau ci-dessous présente les classements de l'équipe sur ce circuit, ainsi que son meilleur coureur au classement individuel.
| Saison | Classement par équipes | Meilleur coureur au classement individuel |
| ------ | ---------------------- | ----------------------------------------- |
| 2005   | 19e                    | Aitor González (43e)                      |
| 2006   | 17e                    | Samuel Sánchez (2e)                       |
| 2007   | 11e                    | Samuel Sánchez (9e)                       |
| 2008   | 7e                     | Mikel Astarloza (11e)                     |

En 2009, le classement du ProTour est remplacé par le Classement mondial UCI.
| Saison | Classement par équipes | Meilleur coureur au classement individuel |
| ------ | ---------------------- | ----------------------------------------- |
| 2009   | 12e                    | Samuel Sánchez (3e)                       |
| 2010   | 13e                    | Samuel Sánchez (10e)                      |

En 2011, le Classement mondial UCI devient l'UCI World Tour.
| Saison | Classement par équipes | Meilleur coureur au classement individuel |
| ------ | ---------------------- | ----------------------------------------- |
| 2011   | 14e                    | Samuel Sánchez (7e)                       |
| 2012   | 13e                    | Samuel Sánchez (9e)                       |
| 2013   | 15e                    | Ion Izagirre (32e)                        |

## Euskaltel Euskadi en 2013

### Effectif
| Coureur                | Date de naissance | Nationalité | Équipe 2012       | Équipe 2014                                     |
| ---------------------- | ----------------- | ----------- | ----------------- | ----------------------------------------------- |
| Jon Aberasturi         | 28.03.1989        | Espagne     | Orbea Continental | Euskadi                                         |
| Igor Antón             | 02.03.1983        | Espagne     | Euskaltel-Euskadi | Movistar                                        |
| Mikel Astarloza        | 17.11.1979        | Espagne     | Euskaltel-Euskadi | retraite                                        |
| Jorge Azanza           | 16.06.1982        | Espagne     | Euskaltel-Euskadi |                                                 |
| Pello Bilbao           | 25.02.1990        | Espagne     | Euskaltel-Euskadi | Caja Rural-Seguros RGA                          |
| Garikoitz Bravo        | 31.07.1989        | Espagne     | Caja Rural        | Efapel-Glassdrive                               |
| Tarik Chaoufi          | 26.02.1986        | Maroc       |                   |                                                 |
| Ricardo García Ambroa  | 26.02.1988        | Espagne     | Euskaltel-Euskadi | Ukyo                                            |
| Gorka Izagirre         | 07.10.1987        | Espagne     | Euskaltel-Euskadi | Movistar                                        |
| Ion Izagirre           | 04.02.1989        | Espagne     | Euskaltel-Euskadi | Movistar                                        |
| Jure Kocjan            | 18.10.1984        | Slovénie    | Type 1-Sanofi     | SmartStop                                       |
| Mikel Landa            | 13.12.1989        | Espagne     | Euskaltel-Euskadi | Astana                                          |
| Juan José Lobato       | 29.12.1988        | Espagne     | Andalucía         | Movistar                                        |
| Egoi Martínez          | 15.05.1978        | Espagne     | Euskaltel-Euskadi | retraite                                        |
| Ricardo Mestre         | 11.09.1983        | Portugal    | Carmim-Prio       | Efapel-Glassdrive                               |
| Miguel Mínguez         | 30.08.1988        | Espagne     | Euskaltel-Euskadi | Euskadi                                         |
| Mikel Nieve            | 26.05.1984        | Espagne     | Euskaltel-Euskadi | Sky                                             |
| Juan José Oroz         | 11.07.1980        | Espagne     | Euskaltel-Euskadi | PinoRoad                                        |
| Rubén Pérez            | 30.10.1981        | Espagne     | Euskaltel-Euskadi |                                                 |
| Steffen Radochla       | 19.10.1978        | Allemagne   | NSP-Ghost         | retraite                                        |
| Adrián Sáez            | 17.03.1986        | Espagne     | Euskaltel-Euskadi | retraite                                        |
| Samuel Sánchez         | 05.02.1978        | Espagne     | Euskaltel-Euskadi | BMC Racing                                      |
| André Schulze          | 21.11.1974        | Allemagne   | NetApp            | retraite (Directeur sportif chez NetApp-Endura) |
| Alexander Serebryakov, | 25.09.1987        | Russie      | Type 1-Sanofi     |                                                 |
| Romain Sicard          | 01.01.1988        | France      | Euskaltel-Euskadi | Europcar                                        |
| Ioánnis Tamourídis     | 03.06.1980        | Grèce       | SP Tableware      | SP Tableware                                    |
| Pablo Urtasun          | 29.03.1980        | Espagne     | Euskaltel-Euskadi | PinoRoad                                        |
| Gorka Verdugo          | 04.11.1978        | Espagne     | Euskaltel-Euskadi |                                                 |
| Robert Vrečer          | 08.10.1980        | Slovénie    | Vorarlberg        | Vorarlberg                                      |

### Victoires
| Date       | Course                                   | Pays    | Classe | Vainqueur          |
| ---------- | ---------------------------------------- | ------- | ------ | ------------------ |
| 12/04/2013 | 1re étape du Tour de Castille-et-León    | Espagne | 2.1    | Pablo Urtasun      |
| 13/04/2013 | 2e étape du Tour de Castille-et-León     | Espagne | 2.1    | Juan José Lobato   |
| 08/06/2013 | 7e étape du Critérium du Dauphiné        | France  | WT     | Samuel Sánchez     |
| 21/06/2013 | Championnat de Grèce du contre-la-montre | Grèce   | CN     | Ioánnis Tamourídis |
| 23/06/2013 | Championnat de Grèce sur route           | Grèce   | CN     | Ioánnis Tamourídis |
| 31/07/2013 | Circuit de Getxo                         | Espagne | 1.1    | Juan José Lobato   |

## Saisons précédentes
| - Saison 2005 - Saison 2006 - Saison 2007 - Saison 2008 - Saison 2009 | - Saison 2010 - Saison 2011 - Saison 2012 - Saison 2013 |